# Organismo Europeu de Luta Antifraude

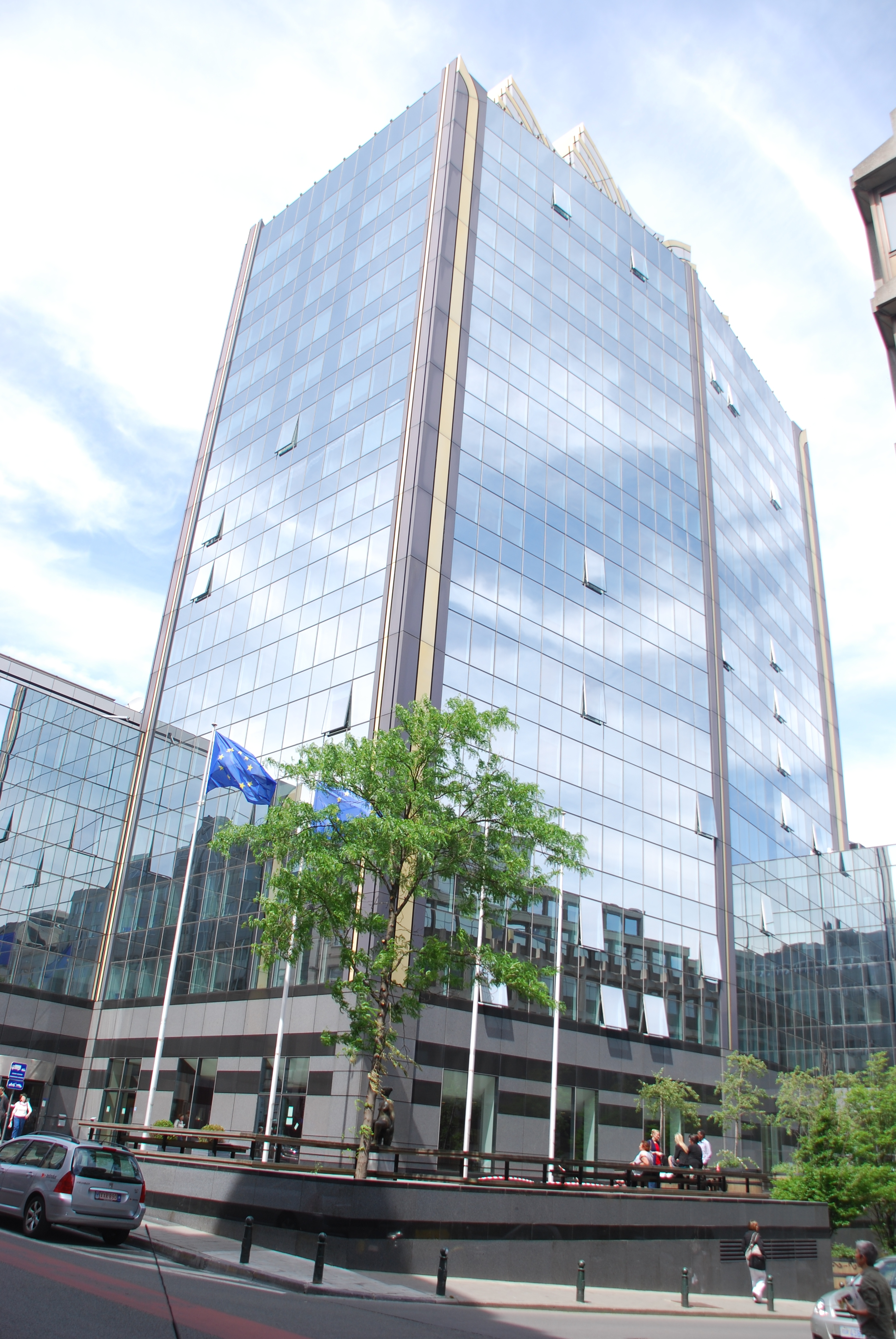
Os edifícios do OLAF na Rue Joseph II, em Bruxelas.

O Organismo Europeu de Luta Antifraude (OLAF, do nome em francês: Office Européen de Lutte Anti-Fraude), é uma instituição para proteger os interesses financeiros da União Europeia.
Criado em 1999, o OLAF investiga os casos de fraude que lesam o orçamento da UE, a corrupção e as faltas graves nas instituições europeias ou qualquer outra atividade irregular e contribui para a estratégia da Comissão Europeia em matéria de luta contra a fraude, incluindo a má gestão ou falta de transparência nas instituições europeias.
O gabinete investiga dentro e fora das autoridades europeias, e apoia, coordena e acompanha o trabalho das autoridades nacionais na sua área destinada a combater a fraude na União Europeia. É o Comissário responsável pela Fiscalidade, União Aduaneira, Auditoria e Luta Anti-Fraude atribuído.
Em 14 de Dezembro 2010 a Comissão Europeia nomeou o político italiano Giovanni Kessler e promotor como o novo Diretor-Geral do OLAF.

## Exemplo caso
No geral, OLAF teve no ano de 2011 em total 463 casos de fraude e corrupção envolvendo fundos da UE. Três quartos das recuperações foram feitas na área de fundos estruturais da UE. Cerca de 525 milhões de euros foram pagos indevidamente e foram recuperados 2011. No domínio aduaneiro 114 milhões de euros foram confiscados. Num dos relatórios por exemplo, um fabricante chinês de sacos plásticos queria fraudar a UE. Ele tinha dado aos seus sacos o nome de outro fabricante chinês, que deve pagar menos pela qualidade superior do produto e assim paga menos taxas anti-dumping sobre as exportações para a UE. Essas taxas são destinadas a impedir a concorrência chinêsa muitas vezes mais barata para subcotando os produtores europeus.

## Ligacoes externas
- Relatório anual de 2011